# 都知事杯オープンデータ・ハッカソン
都知事杯オープンデータ・ハッカソンは、東京都が主催するハッカソンイベントである。東京都のオープンデータを活用して行政課題の解決に向けたデジタルサービスの提案を行う。2023年から部門（社会実装部門、アイデア提案部門）が新設された。2024年から応募部門にビジュアライズ部門が新設され、3部門に変更した。
現在の募集部門
- サービス開発部門 - オープンデータを活用したサービス開発を競う部門
- ビジュアライズ部門 - オープンデータのビジュアライゼーション（可視化分析）を競う部門
- アイデア提案部門 - オープンデータによる課題解決の提案を競う部門

## ファイナルステージ進出サービス

### 2021年
- ToDCS『PECO navi TOKYO』（都知事杯 最優秀賞）
- 子育てエンジニアーズ『入りやすい保育園マップ』
- ごみ分別さん『ごみ分別さん』
- Code for OTA『RecSpot』
- ふわラボ『kokodo』

### 2022年
- インフラエンジニアチーム『マイベスト・ハザードマップ』
- さかいめ『行政お得くん』（ビジネス賞）
- チームpluspo『Pluspo』（オーディエンス賞）
- 小倉トースト『通学路安全マップ』
- Happy! HTT『Happy! HTT Tourism』
- HOTT『サイ適くん』
- HYPER CUBE『TokyoBGM』（デザイン賞）
- IBM有志グループ『AI-thru』（技術賞）
- OYAKODON『KOCOTTO』（オーディエンス賞・行政ニーズ賞）
- Zガード『上京物語』（都知事杯 最優秀賞）

### 2023年
- ラボ大阪『地域のオープンデータを使った子供の見守りアプリ』
- aki, NaKANO ki『東京都の防災 ふやそう避難所』
- VIZZIES『オープンデータの「宝探し」を終わらせよう！』（アイデア提案賞）
- Code for Nerima『練馬区届出 手続きガイド』（ビジネス賞）
- dx-junkyard『Open Data Bridge』
- MUDS@涼夏計画『涼夏計画』
- インフォ・ラウンジ『Datashelf Management Suite』
- PFVS『私の"街計"を考える。』
- ToyMoy『ぱっといく』
- Canteen『Canteen』
- BuTTER『BuTTER』（技術賞）
- サイコロ『東京厠旅』
- C-table『You Know 議員』
- proj-inclusive×一般社団法人防窮研究所『支援みつもりヤドカリくん』（都知事杯 最優秀賞）
- pH『育児相談LINEbot 『キクゾー』』（オーディエンス賞）
- Inma『International Medical Aid』（行政ニーズ賞）
- えこるしす『推しの木』
- 東京福祉専門学校IT医療ソーシャルワーカー科『かんすうやプロジェクト』（デザイン賞）

### 2024年
サービス開発部門
- チーム日本工学院『VR を利用した緊急走行時の状況判断訓練シミュレーター』
- SMOOTH WORLD『工事周辺の施設情報を可視化するアプリ』
- ラッキートリガー『車内の音声 AI を用いたイベント情報広告配信システム』
- エクセル見比べ隊『オープンデータのフォーマット差分抽出ツール』（行政課題解決賞）
- 生成AI検索ソリューション『AIによるドキュメント検索・プレビュー機能を持つツール』
- せいかつがかり『クーリングスポット検索と利用促進機能を持つアプリ』
- HITS 3D『都市モデルを用いた高解像度熱中症リスクマップ』（最優秀賞・オーディエンス賞）
- スポコミ『地域に根ざしたスポーツコミュニティ形成・促進アプリ』
- でーたどりぶんず『スポーツ実施率向上を支援するスポーツ情報プラットフォーム』
- activecore『QRコードを用いた避難者管理が可能なオフライン対応の避難所』（サービス開発部門賞）
- The Hacking Debt『バリアフリートイレ情報を共有・評価できるマップアプリ』（サービスデザイン賞）
- DATA ANGLER AI『チャットボットによるオープンデータの情報提供サービス』
- データファーストの会『AIを活用したデート提案と成婚サポート機能を持つマッチングサービス』
- Trash Classifier with AI『リサイクル効率向上を目的としたAI技術を用いた多言語対応のゴミ分別アプリ』（技術賞）
- ビギナーズラック『保育園情報を地図上で一元的に検索できるWebサイト』
- ぴけぴけ『子どもの気分に合わせた活動場所を提案するマップアプリ』
- ふつうの探検部『史跡などの3Dモデルを表示できる地図閲覧サービス』
- from Choufu 『都市部住民による一次産業従事者へのDX支援を促進するサービス』（ビジネス賞）

ビジュアライズ部門
- ALHena『通勤手段の選択肢を可視化し、オフピーク通勤やテレワークを促進』
- 4689『地価データの可視化と外部要因分析を行うダッシュボード』（ビジュアライズ部門賞）
- 株式会社分析屋『羽鳥真史 インフラ収支のデータ分析を例にコンパクトシティ等を推進』

アイデア提案部門
- VIZZIES 3.0『自治体職員向け可視化ハッカソンを実施し、データ分析スキル向上と課題発見を促進』
- TO-HiK『映えるご当地ゴミ箱を設置し、日本のマナーの発信やサステナブルな観光地づくりを推進』
- MINKAI『駅構内のバリアフリー経路に特化した乗換案内サービス』（アイデア提案部門賞）